# Georg Stengel
Georg Stengel (1584, Augsburg - † 1651, Ingolstadt) fou un filòsof i teòleg jesuïta alemany.
S'incorporà el 1601 als jesuïtes, i estudià retòrica i filosofia al noviciat a Augsburg i a Ingolstadt, i ensenyà del 1607 al 1610 humanitats a Pruntrut i a Múnic. Després de completar els estudis de teologia a Ingolstadt, exercí la docència des del 1614 a Dillingen. Fou professor de teologia a la Universitat d'Ingolstadt, del 1618 al 1629. Fou autor de llibres sobre monstres, sobre les monstruositats naturals i morals, sobre la presència del Diable en els esdeveniments de la vida humana.